# Lycosa snelli
Lycosa snelli är en spindelart som beskrevs av McKay 1975. Lycosa snelli ingår i släktet Lycosa och familjen vargspindlar.
Artens utbredningsområde är Western Australia. Inga underarter finns listade i Catalogue of Life.